# Maximilien Brébion
Maximilien Brébion, dit Brébion l'Aîné, est un architecte français né en 1716 et mort le 18 mai 1797.
Il doit être distingué de son frère Anne-François Brébion, dit Brébion le Cadet, mort à Paris le 9 juin 1796.

## Biographie
Élève d'Armand Claude Mollet, Maximilien Brébion remporta le Grand prix de Rome d'architecture en 1740 avec pour sujet « un jardin de quatre cents toises ». Il entra à l'Académie royale d'architecture en 1750 et fit carrière dans les Bâtiments du Roi comme inspecteur au Contrôle de Paris. 
En 1756, son département comprenait les Tuileries, le Louvre, la Samaritaine, le Pont Royal, la Bibliothèque. Selon Michel Gallet, « certaines des structures qu'il utilisa au Louvre font de lui un précurseur de l'architecture métallique ».
Il construisit, en 1782, l'escalier menant au Salon carré du Louvre, où se tenait le Salon annuel de l'Académie royale de peinture et de sculpture. Le comte d'Angiviller projetait alors d'aménager la Grande galerie voisine pour y présenter les tableaux de la collection royale. Cet escalier a été remplacé sous l'Empire par Charles Percier, dont l'ouvrage a lui-même été remplacé par l'escalier de la Victoire de Samothrace.
Aux environs de 1786, il bâtit le marché Sainte-Catherine dans le quartier du Marais. En 1786, il restaura les terrasses de l'Observatoire. Il a laissé un projet pour l'Opéra.
Principal collaborateur de l'architecte Jacques-Germain Soufflot pour le Panthéon de Paris, il reprit le chantier,  avec Jean-Baptiste Rondelet, à sa mort en 1780. Il commenta ainsi le projet : « Le principal objet de M. Soufflot en bâtissant son église a été de réunir sous une des plus belles formes la légèreté de la construction des édifices gothiques avec la magnificence de l'architecture grecque. » .
Sa date de décès (18 mai 1797), ainsi que l'inventaire de ses biens et papiers (26 mai 1797) ont été récemment découverts aux Archives nationales, permettant de rectifier sa biographie.